# The Witcher: Blood Origin
The Witcher: Blood Origin (no Brasil: The Witcher: A Origem) é uma minissérie de fantasia estadunidense adaptada da série de livros Wiedźmin de Andrzej Sapkowski. Servirá como uma prequela da série de televisão The Witcher da Netflix.

## Premissa
Situado 1200 anos antes dos eventos da série de televisão, Blood Origin retrata a criação do primeiro bruxo, bem como os eventos que levaram à "Conjunção das Esferas". Também explora a antiga civilização élfica antes de seu desaparecimento.

## Elenco e personagens
- Sophia Brown como Éile, uma guerreira da guarda da rainha que sai para se tornar uma musicista viajante [1]
- Laurence O'Fuarain como Fjall, um homem nascido em um clã de guerreiros que jurou proteger um rei, mas que precisa de vingança [1]
- Michelle Yeoh como Scian, o último membro de uma tribo nômade de elfos-espada em uma missão para recuperar uma lâmina roubada de seu povo [1]
- Lenny Henry como Chefe Druida Balor [3]
- Mirren Mack como Merwyn [4]
- Nathaniel Curtis como Brian [5]
- Dylan Moran como Uthrok One-Nut [6]
- Jacob Collins-Levy como Eredin [4]
- Lizzie Annis como Zacaré [4]
- Huw Novelli como Callan "Irmão Morte" [4]
- Francesca Mills como Meldof [4]
- Amy Murray como Fenrik [4]
- Zach Wyatt como Syndril [4]
- Aidan O'Callaghan como Kareg [6]

## Produção
Foi anunciado em julho de 2020 que a Netflix havia aprovado uma minissérie em seis episódios, uma prequela de sua adaptação em série de televisão dos romances de Andrzej Sapkowski. Declan de Barra foi contratado para atuar como showrunner. Em janeiro de 2021, Jodie Turner-Smith foi escalada para estrelar a série. Laurence O'Fuarain se juntaria ao elenco em março, mas em abril, Jodie Turner-Smith teve que sair devido a conflitos de agenda. Em julho, Michelle Yeoh foi adicionada, com Sophia Brown assumindo o papel desocupado por Turner-Smith.
As filmagens da série começaram em agosto de 2020 no Reino Unido, com elencos adicionais, incluindo Lenny Henry, Mirren Mack, Nathaniel Curtis e Dylan Moran anunciados. De Bara anunciou que terminou as filmagens e entrou em pós-produção em novembro de 2021.

## Marketing
O primeiro trailer da série foi lançado após os créditos no final da segunda temporada de The Witcher em 17 de dezembro de 2021.

## Recepção
No geral, a minissérie Blood Origin foi muito mal recebida pelos críticos. No site agregador Rotten Tomatoes, baseado em 38 resenhas, a aprovação da série ficou em 29% com uma nota média de 5,2 (de 10). O consenso dos críticos do site diz: "Uma escavação superficial da tradição antiga da série de fantasia de Andrzej Sapkowski, Blood Origin compartilha DNA ancestral com The Witcher, mas pouco do que torna a série da nave-mãe memorável". Já no site Metacritic, que dá uma nota média geral, a série recebeu uma pontuação de 45 (de 100) com base em quinze resenhas, indicando "críticas mistas ou medianas". 
 